# Yoram Zague
Pour les articles homonymes, voir Zague.
Yoram Zague, né le 15 mai 2006 à Paris, est un footballeur français qui joue au poste d'arrière latéral au FC Copenhague en prêt du Paris Saint-Germain.

## Biographie

### Carrière en club

#### Débuts et formation
Né à Paris en France, Yoram Zague joue dans les sections U10 à U12 du Paris FC, avant d'intégrer en 2019 dès ses 13 ans le centre de préformation du Paris Saint-Germain, où il signe son premier contrat professionnel avec le club de Ligue 1 à l'été 2023, après s'être illustré avec les moins de 19 ans, malgré une blessure à la cheville en avril. Il s'impose par la suite comme capitaine des moins de 19 ans, en championnat comme en Youth League.

#### Premiers pas chez les professionnels du Paris Saint-Germain (depuis 2024)
Le 6 avril 2024, pour ses débuts avec l'équipe première, à 17 ans, il est titularisé par Luis Enrique en championnat face à Clermont, au poste d'arrière gauche lors d'un match nul un but partout. Le 15 mai 2024, jour de ses 18 ans, il inscrit son premier but en professionnel lors d'une victoire deux buts à un contre l'OGC Nice.

#### Prêt au FC Copenhague (2025-2026)
Le 24 juin 2025, le PSG annonce le départ en prêt avec option d’achat de Yoram Zague au FC Copenhague. Il joue son premier match en entrant en jeu à la 80e minute face au Vejle BK en Superliga. Le 15 août, à l’occasion de la 5e journée du championnat, Zague marque son premier but sous ses nouvelles couleurs face au FC Nordsjælland.

### Carrière en sélection
Yoram Zague est convoqué avec l'équipe de France des moins de 17 ans en Indonésie pour participer à la Coupe du monde des moins de 17 ans qui a lieu en novembre 2023. La France y atteint la finale pour la deuxième fois de son histoire, après avoir éliminé le Mali en demi-finale (2-1),,.

## Statistiques
| Saison                | Club                  | Championnat           | Championnat | Championnat | Championnat | Coupe(s) nationale(s) | Coupe(s) nationale(s) | Coupe(s) nationale(s) | Compétition(s) continentale(s) | Compétition(s) continentale(s) | Compétition(s) continentale(s) | Compétition(s) continentale(s) | Total | Total | Total |
| Saison                | Club                  | Division              | M.          | B.          | P.d.        | M.                    | B.                    | P.d.                  | Comp.                          | M.                             | B.                             | P.d.                           | M.    | B.    | P.d.  |
| 2023-2024             | Paris Saint-Germain   | Ligue 1               | 5           | 1           | 0           | -                     | -                     | -                     | C1                             | -                              | -                              | -                              | 5     | 1     | 0     |
| 2024-2025             | Paris Saint-Germain   | Ligue 1               | 4           | 0           | 0           | 2                     | 0                     | 0                     | C1                             | -                              | -                              | -                              | 6     | 0     | 0     |
| Total sur la carrière | Total sur la carrière | Total sur la carrière | 9           | 1           | 0           | 2                     | 0                     | 0                     | -                              | 0                              | 0                              | 0                              | 11    | 1     | 0     |

## Palmarès
| Paris Saint-Germain (4) | France -17 ans                      |
| --- | ----------------------------------- |
| - Championnat de France (2) : - Champion : 2024 et 2025 - Coupe de France (1) : - Vainqueur : 2024 - Trophée des Champions (1) : - Vainqueur : 2024 | - Coupe du monde - Finaliste : 2023 |